# Three Lights
Three Lights (スリーライツ Surii Raitsu?) o Sailor Starlights (セーラー・スターライツ Sērā Sutaraitsu?) son los nombres con que se denomina a un grupo de tres personajes que aparecen en la serie de anime, cosmos y manga de Sailor Moon. Como los Three Lights, sus nombres son «Seiya», «Taiki» y «Yaten». En cambio, como las Sailor Starlights, se llaman «Sailor Star Fighter», «Sailor Star Maker» y «Sailor Star Healer», respectivamente.
El nombre del grupo musical está formado por «Seiya», «Taiki» y «Yaten», cuya verdadera identidad son las "Sailor Starlights". Las Sailor Starlights son un grupo muy misterioso de Sailor Senshi provenientes del planeta Kinmoku, que adoptan la identidad y apariencia de tres cantantes masculinos para buscar a Kakyū, la princesa de Kinmoku. La Princesa Kakyū se ha ocultado en la Tierra luego de que una enemiga llamada Sailor Galaxia destruyera su planeta. Para encontrarla, los Three Lights cantan canciones cuya letra encierra un mensaje secretamente destinado a ella, cualquiera sea el lugar de la Tierra donde esté, y con la esperanza de que lo escuche.

## Identidad

### Como lasSailor Starlights
"Sailor Starlights" es el nombre con el que se conoce a un grupo de tres Sailor Senshi del planeta Kinmoku. Ellas son "Sailor Star Fighter", "Sailor Star Maker" y "Sailor Star Healer". Su misión consiste en proteger a la Princesa Kakyū quien es la heredera al trono de Kinmoku. Un día una Sailor Senshi malvada y extremadamente poderosa llamada Sailor Galaxia vino a atacar su hogar sin que pudieran detenerla. Esto obligó a la Princesa Kakyū a escapar a la Tierra para tratar de conseguir la ayuda de Sailor Moon y las demás Sailor Senshi que allí vivían. Al poco tiempo, las tres leales Starlights partieron también hacia la Tierra, en busca de la desaparecida Kakyū.
Una vez llegadas a la Tierra, las tres Starlights del planeta Kinmoku se encontraron con que no sabían dónde empezar a buscar a Kakyū. Así se les ocurrió tratar de hacerle llegar un mensaje secreto por medio de canciones, y que la mejor forma de hacer llegar sus canciones -y su mensaje- a todos los rincones del planeta Tierra era convirtiéndose en un grupo musical famoso. Puesto que se trataba de cantar canciones con mensajes destinados a una mujer, se vieron en la necesidad de hacerse pasar por tres cantantes masculinos adolescentes, para lograr alcanzar la popularidad necesaria.
A partir de entonces, las Starlights Fighter, Maker y Healer empezaron a ser conocidas como los cantantes "Seiya Kou", "Taiki Kou" y "Yaten Kou", integrantes del grupo "Three Lights" ("Tres Luces").

### Como losThree Lights
"Three Lights" es el nombre bajo el disfraz del grupo musical compuesto por "Seiya", "Taiki" y "Yaten", las tres Sailor Starlights escriben y cantan canciones que van realmente dirigidas a Kakyū. Ella es la princesa del planeta Kinmoku, cuyo paradero al principio se desconoce. Por esta razón las tres Sailor Starlights, bajo el disfraz de los Three Lights, cantan cada canción con la esperanza de que esta princesa pueda escuchar su llamada.
Los Three Lights logran tener mucho éxito en el mundo del espectáculo, especialmente en el Japón. Para cuando hacen su aparición en la serie, y empiezan a ir a la misma escuela que la protagonista (Usagi Tsukino en la versión original, "Bunny" o "Serena" en las diversas traducciones al español), ellos ya son muy conocidos entre las estudiantes, teniendo muchas admiradoras. Entre éstas se encuentran incluso algunas de las propias Sailor Senshi del Sistema Solar, cuya ayuda Kakyū había ido a buscar, y quienes residen en el planeta Tierra.

## Historia
La parte de la metaserie en la que aparecieron estos personajes sufrió grandes cambios en su pasaje del manga original a la versión animada. A esto se debe que en ambas versiones, la historia de estos personajes haya sufrido notables diferencias.

### En el anime
Como las Sailor Animamates solo se dedican en esta versión a atacar a personas comunes y corrientes, mientras tanto los Three Lights logran hacer amistad con las amigas de Usagi, hasta que descubren inesperadamente la verdad de sus respectivas identidades secretas. El hecho de que los dos grupos provengan de distintas partes de la galaxia genera por un tiempo incertidumbre, peleas y mutua desconfianza. Aun así, hacia el final de la serie ambos grupos colaboran para derrotar a su enemigo común, que es Sailor Galaxia. Como las otras Sailor Senshi del Sistema Solar mueren durante la batalla, antes de morir les piden a las Starlights que protejan a Sailor Moon algo que ellos hacen hasta que Galaxia finalmente es derrotada. Al final de la serie animada de los años 1990, todas las personas que habían perecido a manos de Sailor Galaxia (entre las que se encontraban las otras Sailor Senshi del Sistema Solar y la Princesa Kakyū) son finalmente resucitadas, luego de lo cual los Three Lights y la Princesa Kakyū se despiden de Usagi y sus amigas y regresan a su planeta.

### En el manga
En la versión del manga de la serie, los Three Lights (Seiya, Taiki y Yaten) tienen muy poco trato en general con las Sailor Senshi que residen en la Tierra (las Sailor Senshi del Sistema Solar). Estas empiezan a ser atacadas por las Sailor Animamates al poco tiempo tras su llegada. Las Sailor Anima-Mates son un grupo de Sailor Senshi al servicio de Galaxia, y logran matar a algunas de las Sailor Senshi de la Tierra para robarles sus almas, es decir, sus "semillas estelares" o "Cristales Sailor". Entonces, las Sailor Senshi de la Tierra que sobreviven se dan cuenta enseguida de que los Three Lights, al igual que las Sailor Animamates, son extraños provenientes de fuera del Sistema Solar; por lo que empiezan a desconfiar de ellos antes de que puedan llegar a conocerse realmente. Cuando la única Sailor Senshi de la Tierra que queda aún con vida es Usagi (es decir, Sailor Moon), los Three Lights o Starlights le cuentan quién es realmente este nuevo enemigo y se ofrecen a llevarla hasta donde está para combatirla juntos.
Juntos, ellos logran llegar al palacio de Galaxia, donde Seiya (es decir, Sailor Star Fighter) y las otras dos Starlights y la Princesa Kakyū son asesinados por otras seguidoras de ésta, que les roban sus almas o semillas estelares de la misma forma que hicieron con las compañeras de Sailor Moon. Una vez que Sailor Galaxia es vencida, Sailor Moon activa el poder benéfico del Caldero Madre, lugar donde nacen las almas o semillas estelares, para devolver la vida a todos. A pesar de ello, Sailor Moon y sus amigas no vuelven a ver a las Starlights porque las almas o semillas estelares de éstas ya han sido enviadas de vuelta a su planeta de origen, donde podrán resucitar.

## Personajes

### Sailor Star Fighter
Sailor Star Fighter (セーラースターファイター Sērā sutā faitā?) Es una Sailor Senshi también conocido como Seiya, junto a sus amigos Taiki y Yaten, corren en ayuda de Usagi, cuando Sailor Galaxia aparece en el aeropuerto inesperadamente atacar a Mamoru. A pesar de que habían corrido a detenerla, solo llegan a tiempo para ver a Galaxia matar a Mamoru, robando su semilla estelar, para luego desaparecer. Como Usagi se desmaya, ellos le hacen el favor de llevarla hasta su casa. Sin embargo, cuando se despierta, ella está en un estado de shock que no le permite recordar nada de lo que ocurrió, convenciéndose de que Mamoru logró tomar el avión y partir hacia Norteamérica. Para ayudarla a superar esta negación, Seiya decide enviarle postales anónimas con diferentes imágenes de la Vía Láctea, con el objetivo de que el recuerdo de Sailor Galaxia, y el peligro que ésta representa, vuelvan a su memoria.
Para transformarse en Sailor Star Fighter, Seiya dice: "Estrella Luchadora, dame el poder" o "Poder de lucha estelar". La técnica de ataque de Sailor Star Fighter es Láser estelar, ¡a escena! o "Láser de estrella fugaz."

### Sailor Star Maker
Sailor Star Maker (セーラー・スター・メイカー Sērā sutā meikā?) es una de las tres Sailor Starlights que componen el grupo musical Three Lights. La verdadera identidad de Taiki es como "Sailor Star Maker", una de las Sailor Senshi provenientes del espacio exterior, fuera del Sistema Solar. Sailor Star Maker es una de las integrantes de las Sailor Starlights, cuya secreta misión en la Tierra es la de encontrar a Kakyū, la princesa de Kinmoku, su planeta de origen. Como el joven Taiki Kou, es muy estudioso, pragmático e inteligente, así como el miembro más intelectual del grupo, un alumno muy estudioso y destacado de actitud práctica, que relaciona al mundo entero con la ciencia, la calificación que obtiene en los exámenes escolares iguala a la de Ami Mizuno.
Taiki tiene el pelo largo de color marrón con una cola atado con cinta marrón, usa aretes de color púrpura oscura, su piel es de color crema blanca, sus ojos son violetas, lleva una camisa turquesa por dentro con una corbata celeste y una casaca amarilla con una rosa blanca. Su traje de la escuela es de color azul oscuro con cierres de color celeste y alrededor de su cuello lleva una estrella en el centro con broches colgantes dorados.
Su personalidad es frío y solitario, es una persona que ama el silencio y la paz, por lo cual suele alejarse del bullicio y buscar un lugar tranquilo. Ama la poesía y eso lo llevó a integrar el Club de su escuela. Es considerado por Ami como un rival por sus altas calificaciones, sin embargo Taiki la toma más en serio que al resto de sus amigas. A ellas las ve como un grupo de niñas tontas, poca maduras y que quieren llamar su atención por ser cantante. En el grupo musical es el encargado del teclado, pero también sabe tocar la guitarra, junto con Seiya y Yaten cantan con todas sus fuerzas para poder encontrar a su amada princesa, siendo el más reservado de los tres raras veces se le ve demostrar alguna emoción a menos que sea por su princesa. La única persona que lo ha hecho reír como nunca fue Usagi quien con su característica forma de ser lo hizo estallar en carcajadas.
La calificación que obtiene en los exámenes escolares igual a la de Ami, la estudiante prodigio que es amiga de Usagi. Al parecer, Taiki y Ami llegan a sentir una atracción recíproca, quizás influenciada por la competencia académica que existe entre ambos, pero nunca se ve entre ellos nada más allá que una amistad. Taiki Kou es un alumno muy estudioso y destacado de actitud práctica, que relaciona al mundo entero con la ciencia. Por eso, considera que el deseo "romántico "de Ami de creer en los sueños es una tontería. Taiki tiene el don de sentir el resplandor de las estrellas dañadas por los enemigos o cuando están en una situación en peligro.
Ami y Taiki se conocen en la Escuela Preparatoria de Juuban donde ellos dos sacan las primeras calificaciones más altas y se podría decir que es un empate, por el rendimiento de estudio. Tienen una relación del estudio, aunque Taiki no cree en los sueños y el romance, pero Ami trata de convencerlo y hace que el cambie de parecer. Ellos se comprenden, sólo que Taiki es muy obstinado, tienen su amistad pero al descubrir sus identidades se distanciaron, aun así tratan de hablar, Ami le manda mensajes por correo, pero las chicas piensa que le manda una carta de amor, luego Ami le dice pero yo no perderé las esperanzas de que algún día nos entendamos.
Tanto en el anime de los años 1990, como en el manga, la calificación que obtiene en los exámenes escolares iguala a la de Ami Mizuno (la estudiante prodigio que es amiga de Usagi Tsukino/"Bunny"/"Serena", la protagonista de la serie). Al parecer, Taiki y Ami llegan a sentir una atracción recíproca, quizás influenciada por la competencia académica que existe entre ambos; pero nunca se ve entre ellos nada más allá que una amistad.
En su personalidad de Taiki Kou es un alumno muy estudioso y destacado, de actitud práctica, que relaciona al mundo entero con la ciencia. Por eso, considera que el deseo "romántico" de Ami de creer en los sueños es una tontería. Taiki es muy serio y en el anime se molesta con Seiya, en muchas ocasiones, por preocuparse demasiado por Usagi (Serena), y querer confundirla con la desaparecida Princesa Kakyū. Aun así, los intentos de Ami en la primera adaptación animada, para lograr que Taiki empiece a creer también en los sueños, parecen surtir un efecto sutil. Durante un combate con las Sailor Animamates, en que debe enfrentarse contra uno de los monstruos "phage" creados por estas villanas; Taiki, en su forma original de Sailor Star Maker, es el primer miembro de su grupo en decidir dejar que Sailor Moon restaure a la criatura a la normalidad, en lugar de aniquilarla. La razón de esto fue tal vez solo porque el monstruo en verdad era un profesor de la escuela de Ami, a quien ella respetaba. Más tarde, cuando una niña que él había ido a visitar al hospital le muestra un dibujo hecho mientras escuchaba las canciones de Three Lights, Taiki se da cuenta de que la mujer del dibujo es en realidad la Princesa Kakyū, y renueva sus esperanzas de poder algún día encontrarla.
Para transformarse en Sailor Star Maker, Taiki dice: "Estrella Creadora, dame el poder" o "Poder de creación estelar". La técnica de ataque de Sailor Star Maker es Estrella de Sailor Maker.

### Sailor Star Healer
Sailor Star Healer (セーラー・スターヒーラー Sērā sutā hirā?) es una de las tres Sailor Starlights que componen el grupo musical Three Lights.  Amante de las artes, sobre las que posee amplios conocimientos; le desagradan las actividades físicas como los deportes. Yaten tiene muchísimas admiradoras, entre las que se encuentra Minako Aino ("Mina Aino" o "Carola" en España). La verdadera identidad de Yaten es como "Sailor Star Healer", una de las Sailor Senshi provenientes del espacio exterior, fuera del Sistema Solar. Sailor Star Healer una de las integrantes de las Sailor Starlights, cuya secreta misión en la Tierra es la de encontrar a Kakyū, la princesa de Kinmoku, su planeta de origen.
Tiene el pelo largo de color gris medio/plateado, con una cola atado con cinta blanca, usa aretes de color celeste, su tez es de color crema blanca, sus ojos son verdes, lleva una camisa azul por dentro con una corbata roja y una casaca celeste pálido con una rosa amarilla. Su traje de la escuela es de color azul oscuro, con cierres de color celeste y alrededor de su cuello lleva una estrella en el centro con broches colgantes doradas, siendo el estándar de los colegios japoneses.
Yaten es un personaje algo engreído, siempre se muestra distante, no le gusta socializar o hacer deportes, aunque en el fondo es un chico muy tierno y sensible pero a la vez es muy orgulloso y frío incluso cruel con Usagi. Es muy vanidoso pero es compresible, muy popular entre las chicas y tiene cientos de admiradoras que diariamente le envían toneladas de cartas de amor, pero él no les da ninguna importancia, ya que piensa que esas chicas son nada menos que chicas tontas y no piensa perder el tiempo con ellas, ya que a él solo le interesa encontrar pronto a su princesa Kakyuu se ha ocultado en la Tierra luego de que una enemiga llamada Sailor Galaxia destruyera su planeta. Para encontrarla, los Three Lights cantan canciones cuya letra encierra un mensaje secretamente destinado a ella, cualquiera sea el lugar de la Tierra donde esté, y con la esperanza de que lo escuche, es el tercer miembro del famoso grupo musical Three Lights. Amante de las artes, sobre las que posee amplios conocimientos, ya que le desagradan las actividades físicas como los deportes.
Tiene un carácter bastante impulsivo y directo no tiene reparos en decir lo que piensa aunque con sus palabras pueda herir a las personas, con el compañero que mejor se lleva es con Taiki, ya que siempre esta de acuerdo con él en lo que piensa o decide. En un capítulo encontró a Luna y vivió con ella, llevándola a su casa y formando una linda amistad de inmediato, es allí donde pudimos observar su carácter oculto, siendo en realidad una persona amable y de buenos sentimientos. Luna quedó maravillada con Yaten y estaba muy feliz por el buen trato que le daba a ella, hasta que tuvo que regresar a vivir con Usagi y además de lidiar con los celos de Artemis, pero también a quien le llamo la atención es a Mina que tuvo cercanía en algunas ocasiones incluso cuando estuvieron en la audición sonrió gracias a ella.
Yaten es acosado constantemente por muchísimas admiradoras, entre las que se encuentra Minako Aino, ya que para la única que canta es para su princesa. Tiene una actitud un tanto introvertido pero fuerte carácter frío a la vez. A veces le gusta burlarse de Usagi, es muy crítico siempre aparenta tener un comentario sobre todo lo que cualquiera diga. Sin embargo, tal actitud es suavizada cuando se revela en algunos capítulos su lado más amable, este se manifiesta cuando, se muestra que posee un gran cariño por la gatita Luna. Aun así hasta pasando tiempo Yaten desconfía un poco de Usagi y sus amigas, especialmente cuando se revela que ellas son las Sailor Guardianas del Planeta Tierra, él es el único que trata cruelmente duro a Usagi diciéndole cosas horribles en defensa de Seiya que ella lo mete en problemas. Yaten tiene el don de sentir el resplandor de las estrellas cuando las personas mueren debido que desaparecen o son robadas sus semillas estelares.
Yaten conoce a todas las amigas de Usagi pero una de ellas a quien le llama la atención es a Mina que lo conoce en la Escuela Preparatoria Juuban, aunque al principio no se muestra interés en ninguna chica si no en su Princesa Kakyuu, Yaten tuvo cercanía con Mina, aunque se muestre presumido y frío, Mina estaba enamorada de él, pero a Yaten no le gustan las niñas tontas e inmaduras, ella lo sigue e invita a salir, aunque ella prefiere que él lo invite, también se reencuentran en la audición donde ella iba a participar en el canto, al final ellos dos hablan y Yaten le cuenta cómo se siente, pero Mina le levanta los ánimos haciendo que él se alegre y confié.
En el anime de los años 1990 se muestra que a Yaten le molestan un poco las admiradoras, ya que para la única que canta es para su princesa. Tiene una actitud un tanto introvertida pero fuerte a la vez. A veces le gusta burlarse de la protagonista de la serie, Usagi Tsukino ("Serena" o "Bunny" en español). De personalidad muy crítica, siempre aparenta tener un comentario sobre todo lo que cualquiera diga. Sin embargo, tal actitud es suavizada cuando se revela en algunos capítulos su lado más amable. Éste se manifiesta cuando, por ejemplo, se muestra que posee un gran cariño por la gatita de Usagi, "Luna". Aun así, hasta casi el final de la serie, Yaten siempre desconfía un poco de Usagi y sus amigas; especialmente cuando se entera de que ellas son las Sailor Senshi que viven en el planeta Tierra (las Sailor Senshi del Sistema Solar).
En la versión del manga también se mantiene en parte esta personalidad de Yaten, como cuando, al principio, se gana la antipatía de Michiru cuando al pasar junto a ella, aún sin conocerla, le aconseja buscar otro lápiz labial, porque el que ella usa no le favorece.
A pesar de ello, la personalidad hiper-crítica de Yaten es aquí más bien un alarde, ya que pronto se muestra su actitud ingenua, y que la mayoría de sus comentarios sardónicos son en tono de broma, llegando incluso a pedir disculpas. Más tarde, él es quien le explica a Usagi lo que son las semillas estelares y los cristales sailor, una vez que las semillas de las amigas de ella han sido robadas por las Animamates.
Para transformarse en Sailor Star Healer, Yaten dice: "Estrella Curadora, dame el poder" o "Poder de curación estelar". La técnica de Ataque de Sailor Star Healer es Infierno estelar en acción o "Infierno estelar de Healer."

### Princesa Kakyū
La Princesa Kakyū (火球皇女プリンセス Kakyū Purinsesu?) o Sailor Kakyū (セーラー火球  Sērā Kakyū?), también conocida en español como la Princesa del Planeta de Fuego, y en inglés como la Princesa Fireball, es la misteriosa "persona muy especial" para la cual los Three Lights confiesan haber escrito toda su música, así como la princesa a quien ellas tres se dedican a proteger (como las Sailor Starlights) en su planeta natal. Ella resulta ser la princesa heredera al trono del Reino Tankei en el planeta Kinmoku, una estrella distante de la Vía Láctea. Este planeta es atacado y devastado por Sailor Galaxia, mientras que Kakyū queda gravemente herida. Por tal motivo, ella huye a la Tierra con el propósito de buscar ayuda. Pero una vez llegada allí, necesita sanar de todas sus heridas y, hasta entonces, no puede mostrarse; con lo cual se ve obligada a ocultarse. Por esta razón, las Sailor Starlights, sus protectoras, pierden todo contacto con ella y dedican gran parte de su arco argumental a la misión de encontrarla. Con el correr de los capítulos, los Three Lights sospechan que está refugiándose dentro de un incensario, el cual es resguardado celosamente por ChibiChibi. Más adelante, una ya recuperada Kakyū les revela que en el encuentro con Sailor Galaxia perdió también a su ser más amado.
En el manga, la princesa Kakyū finalmente se reúne con las tres Sailor Starlights, y ellas cuatro guían a Sailor Moon y a ChibiChibi a la guarida de Shadow Galactica en el centro de la Vía Láctea (donde también se encuentra el Caldero Galáctico), con el fin de enfrentar a Sailor Galaxia y recuperar las semillas estelares y los cristales de las amigas del Sailor Moon (las Sailor Senshi del Sistema Solar); los cuales han sido robados por esta y sus seguidoras. En el centro de la galaxia, Kakyū sobrevive a un ataque de Sailor Lethe. Luego de que esta última y su compañera (Mnemosyne) deciden perdonarles la vida, Kakyū ve morir a las Starlights a manos del mismo ataque que Sailor Chi y Sailor Phi lanzan contra Lethe y Mnemosyne, en represalia. Tras ganar el combate contra Sailor Heavy Metal Papillon, Kakyū y las demás llegan al Jardín Estelar, donde logran confrontar directamente a Sailor Chi y a Sailor Phi. Kakyū revela entonces que también es una Sailor Senshi y se transforma en "Sailor Kakyū", para ayudar a Sailor Moon a derrotar a Sailor Phi. En venganza, la compañera de esta última, Sailor Chi, utiliza su báculo como un arma para herir con él mortalmente a Kakyū en el pecho. Como consecuencia, ella muere en brazos de Sailor Moon; siendo su deseo final el poder reencarnar algún día tras el final de la batalla, junto con sus queridas amigas y guardianas, las Sailor Starlights.
En el anime de los años 1990, la historia de Kakyū es similar hasta el momento de su surgimiento del incensario de ChibiChibi. Kakyū se esconde en la Tierra porque está en busca de la "Luz de la Esperanza", que les ayudará a derrotar a Galaxia. Kakyū surge del incensario para salvar a Sailor Moon de un ataque similar a un hoyo negro que las Animamates pretendían usar contra las Sailor Senshi del Sistema Solar. Sin embargo, Kakyū es la primera en morir en la batalla final al enfrentarse directamente contra Galaxia, quien roba su semilla estelar. Cuando Sailor Moon logra liberarla de la influencia del Caos, una arrepentida Galaxia libera todas las semillas estelares que Shadow Galactica robó, para que restituyan a sus respectivos dueños, y Kakyū revive junto con Tuxedo Mask y las otras Sailor Senshi del Sistema Solar (que también habían muerto a manos de Galaxia). Después de eso Kakyū y las Starlights se despiden de ellos y regresan a Kinmoku, para iniciar su reconstrucción.
Para transformarse en Sailor Kakyū, la princesa dice: "Poder estelar de Kinmoku, transformación". Tiene dos técnicas de ataque en el manga: Starlight Royal Straight Flush y Kinmoku Fusion Tempest.

## Canciones del grupoThree Lights
- Nagareboshi He (Search For Your Love)
- Todokanu Omoi (My Friend’s Love)
- Ginga Ichi Mibun Chigai na Kataomoi (Solo Seiya)
- Chikara wo Awasete (Solo Taiki)
- Mayonaka Hitori (Solo Yaten)